# Municipio de Spring Creek (condado de Ozark)
El municipio de Spring Creek (en inglés: Spring Creek Township) es un municipio ubicado en el condado de Ozark en el estado estadounidense de Misuri. En el año 2010 tenía una población de 168 habitantes y una densidad poblacional de 2,09 personas por km².

## Geografía
El municipio de Spring Creek se encuentra ubicado en las coordenadas 36°42′14″N 92°9′19″O / 36.70389, -92.15528. Según la Oficina del Censo de los Estados Unidos, el municipio tiene una superficie total de 80.54 km², de la cual 80,08 km² corresponden a tierra firme y (0,57 %) 0,46 km² es agua.

## Demografía
Según el censo de 2010, había 168 personas residiendo en el municipio de Spring Creek. La densidad de población era de 2,09 hab./km². De los 168 habitantes, el municipio de Spring Creek estaba compuesto por el 97,62 % blancos, el 1,19 % eran amerindios, el 0,6 % eran de otras razas y el 0,6 % eran de una mezcla de razas. Del total de la población el 2,98 % eran hispanos o latinos de cualquier raza.